# Klearchos ze Sparty
Klearchos ze Sparty (ok. 450 p.n.e.-401 p.n.e.) był jednym z wybitniejszych dowódców najpierw spartańskich, podczas wojny peloponeskiej, a później jako wódz najemników. Zginął w 401 r. p.n.e., podstępnie zamordowany przez Persów, gdy dowodził najemnikami wspierającymi uzurpatora do tronu perskiego, Cyrusa Młodszego, tymi samymi, którzy zdobyli sławę podczas słynnego marszu dziesięciu tysięcy.
Klearchos w latach 412-408 p.n.e. dowodził spartańskim garnizonem w Dekelei, po czym w roku 408 p.n.e. powierzono mu placówkę w Bizancjum, która jednak niebawem przeszła w ręce Ateńczyków, podczas nieobecności Klearchosa. Z tego powodu, a także w wyniku zatargów z wpływowym wodzem spartańskim – Lizandrem, popadł w niełaskę w rodzimej Sparcie. Jednakże już w 403 r. p.n.e. ponownie objął dowództwo w Bizancjum, gdzie podjął próbę ustanowienia samodzielnych rządów, opierając się na najemnikach i odmawiając tym samym posłuszeństwa Sparcie.
W wyniku interwencji Sparty Klearchos został usunięty z Bizancjum i odtąd już jako niezależny dowódca najemników, zaciągnął się na służbę perską. Jego mocodawcą został satrapa perski Cyrus Młodszy (syn Dariusza II i brat Artakserksesa II), którego znał już wcześniej, z czasów wojny peloponeskiej, gdy Persowie wspierali złotem Spartę przeciw Atenom. Klearchos, jako dowódca najemników, był ważnym czynnikiem w rozgrywce, jaką zamierzał podjąć Cyrus o tron perski, gdyż właśnie najemnicy stanowili najcenniejszą część jego sił, obok oddziałów podlegających satrapie.
Klearchos zapewne znał plany uzurpacji Cyrusa, ale zataił je przed innymi dowódcami najemników i całym swoim wojskiem, aby uniknąć perturbacji ze strony żołnierzy, związanych z tak niepewnym przedsięwzięciem. Oficjalnie zaciągnął się w szeregi Cyrusa, aby stłumić rzekome niepokoje w Pizydii w Azji Mniejszej i wyruszył ze swoim mocodawcą na wschód, w głąb imperium perskiego. Tak rozpoczęła się słynna epopeja znana jako „marsz dziesięciu tysięcy”.
Klearchos, po znacznym oddaleniu się od Europy, ujawnił swoim oddziałom prawdziwy cel wyprawy, stawiając ich niejako przed faktem dokonanym, gdyż odwrót był już w zasadzie niemożliwy, zwłaszcza dla pojedynczych żołnierzy. Do konfrontacji wojsk Cyrusa i Artakserksesa doszło we wrześniu 401 r. p.n.e. pod Kunaksą.
Bitwa została przegrana, gdyż poległ Cyrus, bez którego, jako potencjalnego władcy dla swoich żołnierzy, dalsza walka nie miała najmniejszego sensu. Być może to właśnie Klearchos był w jakimś sensie odpowiedzialny za śmierć swojego mocodawcy, gdyż w krytycznym momencie, nie udzielił mu wsparcia, obawiając się okrążenia i zniszczenia własnych wojsk. Klęska Cyrusa nie była całkowitą klęską najemników i Klearchosa, którzy jedynie znaleźli się w dość trudnym położeniu, tworząc jednocześnie dylemat dla zwycięskich Persów, dla których sprawna i zawodowa armia w centrum państwa była problemem bardzo poważnym, wymagającym szybkiego rozwiązania.
Klearchos podjął próbę ratowania sytuacji poprzez próbę namowy do uzurpacji Ariajosa, najbliższego współpracownika Cyrusa, oferując mu swoje siły jako wsparcie dla jego sprawy, a jednocześnie, wódz najemników, podjął negocjacje z Artakserksesem. Ariajos odmówił i przeszedł na stronę króla, zapewne informując go o propozycjach Klearchosa, co być może przesądziło o losie jego i innych dowódców greckich.
Tissafernes, jeden z przedstawicieli Artakserksesa, zaprosiwszy na negocjacje dowódców najemników, pojmał i stracił lochagów, a strategów, wraz z Klearchosem odesłał do króla perskiego, który kazał ich ściąć. W ten sposób najemnicy zostali pozbawieni całego dowództwa i zmuszeni na nowo się zorganizować, podjęli decyzję o wycofaniu się do Grecji, rozpoczynając w ten sposób wielomiesięczną wędrówkę do ojczyzny opisaną w dziele Anabaza przez jednego z nowych dowódców – Ksenofonta.